# جيمس بي. بوكانان
جيمس بي. بوكانان هو محامي وسياسي أمريكي، ولد في 30 أبريل 1867 في مقاطعة أورانجبورغ في الولايات المتحدة، وتوفي في 22 فبراير 1937 في واشنطن العاصمة في الولايات المتحدة. نشط حزبياً في الحزب الديمقراطي. وقد انتخب عضو مجلس نواب تكساس ‏ وانتخب عضو مجلس النواب الأمريكي ‏.